# Trstená na Ostrove
Trstená na Ostrove és un poble i municipi d'Eslovàquia que es troba a la regió de Trnava, a l'oest del país.

## Història
La primera menció escrita de la vila es remunta al 1250.

## Demografia
| Godina             | 1994 | 2004   | 2014 | 2024   |
| ------------------ | ---- | ------ | ---- | ------ |
| Nombre de persones | 532  | 564    | 564  | 600    |
| Diferència         |      | +6,01% | +0%  | +6,38% |

| Godina             | 2023 | 2024   |
| ------------------ | ---- | ------ |
| Nombre de persones | 597  | 600    |
| Diferència         |      | +0,50% |